# My Mind & Me
My Mind & Me ist ein Lied der US-amerikanischen Sängerin Selena Gomez. Es erschien im November 2022 und diente unter anderem als Soundtrack des Dokumentarfilms Selena Gomez: My Mind & Me.

## Inhalt
Das Lied wurde von der Interpretin selbst, zusammen mit Amy Allen, Jon Bellion, Jordan Johnson, Stefan Johnson und Michael Pollack, geschrieben. Jordan Johnson und Stefan Johnson zeichneten darüber hinaus mit Marcus Lomax, als Teil des Produzententrios The Monsters & Strangerz, auch für die Produktion verantwortlich. Der Song wurde in vier Tagen in einem Haus in Palm Springs, Kalifornien, geschrieben und aufgenommen.
In einem Interview mit Variety erklärte Amy Allen, dass sich der Song "das übergreifende Konzept des Gefühls, mit dem eigenen Verstand im Widerspruch zu stehen, einfach irgendwie von selbst geschrieben hat. Es fühlte sich wie eine Traumsitzung an, weil es so selten ist, dass ein Song so natürlich entsteht." Gomez sagte auch, dass die Aufnahme des Songs "therapeutisch" war und "kathartisch" und dass sie die Botschaft vermitteln wollte, dass "wenn mich jemand so sieht, er sich nicht mehr allein fühlt".

## Veröffentlichung
Die Erstveröffentlichung von My Mind & Me erfolgte als Single am 3. November 2022 bei Interscope Records. Diese erschien als digitaler Einzeltrack zum Download und Streaming (Katalognummer: 22UM1IM15261). Es diente unter anderem als Soundtrack zum Dokumentarfilm Selena Gomez: My Mind & Me (2022).

## Rezeption
Rezensionen
Jon Pareles schrieb in einer Rezension für die New York Times, die Musik bewege sich von "Zerbrechlichkeit zu Entschlossenheit" und von "einsamen, hallenden Klaviertönen" zu einem "unterstützenden Marsch und einem grundliegenden Statement".
Nominierungen
Der Song stand auf der Shortlist für die Kategorie Bester Originalsong der Oscarverleihung 2023.

## Kommerzieller Erfolg
My Mind & Me erreichte Chartplatzierungen in der Schweiz (Rang 61), dem Vereinigten Königreich (Rang 78) und den Vereinigten Staaten (Rang 83). In Deutschland konnte es sich nicht in den offiziellen Singlecharts platzieren, erreichte jedoch Rang sieben der Single-Trend-Charts (11. November 2022).
| ChartsChartplatzierungen       | Höchstplatzierung | Wochen |
| ------------------------------ | ----------------- | ------ |
| Schweiz (IFPI)                 | 61 (1 Wo.)        | 1      |
| Vereinigtes Königreich (OCC)   | 78 (1 Wo.)        | 1      |
| Vereinigte Staaten (Billboard) | 83 (1 Wo.)        | 1      |